# Aphelidesmus bellus
Aphelidesmus bellus är en mångfotingart som beskrevs av Carl Graf Attems 1937. Aphelidesmus bellus ingår i släktet Aphelidesmus och familjen Aphelidesmidae. Inga underarter finns listade i Catalogue of Life.